# Domesticación de vertebrados

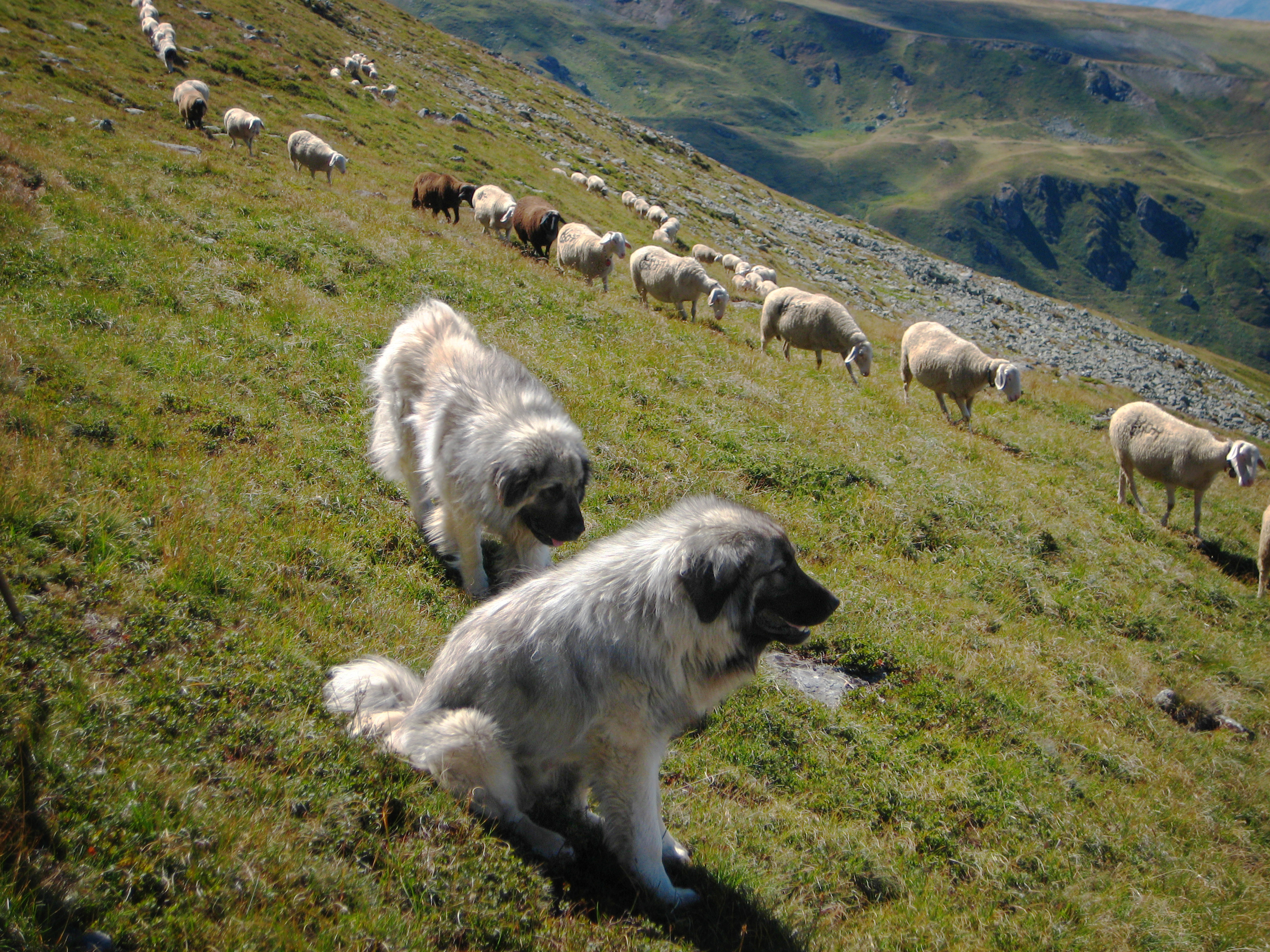
Los perros y las ovejas fueron de los primeros animales en ser domesticados.

La domesticación de vertebrados es la relación mutua entre animales vertebrados, incluidas las aves, los mamíferos y los humanos que influyen en su cuidado y reproducción.
Charles Darwin identificó un pequeño número de rasgos que diferenciaban a las especies domesticadas de sus antepasados salvajes. Fue también el primero en diferenciar entre la selección artificial consciente, en la que los humanos seleccionan directamente rasgos deseables y la selección inconsciente, donde los rasgos evolucionan como subproducto de la selección natural o de la selección de otros rasgos. Existe una diferencia genética entre poblaciones domésticas y silvestres, así como entre los rasgos de domesticación, considerados esenciales en las primeras etapas y los rasgos de mejora, que surgieron tras la divergencia entre poblaciones silvestres y domésticas. Los rasgos de domesticación están generalmente fijados en todos los animales domésticos y fueron seleccionados durante el episodio inicial de domesticación, mientras que los rasgos de mejora están presentes solo en una parte de los animales domésticos, aunque pueden estar fijados en razas o poblaciones regionales específicas.
La domesticación no debe confundirse con el amansamiento, ya que ésta implica la modificación conductual de un animal nacido en estado salvaje, reduciendo su aversión natural hacia los humanos y aceptando su presencia, mientras que la domesticación es la modificación genética permanente de una línea de cría que resulta en una predisposición heredada hacia los humanos. Algunas especies y ciertos individuos dentro de esas especies son mejores candidatos para la domesticación debido a características conductuales específicas, por ejemplo el tamaño y la organización de su estructura social, la disponibilidad y el grado de selectividad en la elección de pareja, la facilidad y rapidez con que los padres se vinculan con sus crías y la madurez y movilidad de las crías al nacer, el grado de flexibilidad en la dieta y la tolerancia al hábitat, las respuestas a los humanos y a los nuevos entornos, incluidas las respuestas de huida y la reactividad a los estímulos externos.
Se cree que la domesticación de la mayoría de los animales domesticados siguió tres caminos principales, el primero fue el de los animales comunes, adaptados a un nicho humano, por ejemplo, perros, gatos, aves de corral y posiblemente cerdos; el segundo fue el de los animales buscados como alimento y otros subproductos, como las ovejas, cabras, vacas, búfalos de agua, yaks, cerdos, renos, llamas, alpacas y pavos; el tercero buscados como fuerza de tiro y recursos no alimentarios, por ejemplo, caballos, burros y camellos. El perro fue el primero en ser domesticado y se establecieron en Eurasia antes del final de la era del Pleistoceno tardío, mucho antes del inicio de la agricultura y de la domesticación de otros animales. A diferencia de otras especies domésticas, seleccionadas principalmente por rasgos relacionados con la producción, los perros fueron inicialmente seleccionados por sus comportamientos. Datos arqueológicos y genéticos sugieren que el flujo genético bidireccional a largo plazo entre poblaciones silvestres y domésticas fue común en algunas especies, incluyendo asnos, caballos, camélidos del Nuevo y Viejo Mundo, cabras, ovejas y cerdos. Un estudio concluyó que la selección humana de rasgos domésticos probablemente contrarrestó el efecto homogeneizador del flujo genético de jabalíes hacia cerdos, creando islas de domesticación en el genoma. Este proceso también puede aplicarse a otros animales domesticados. Entre los animales más comúnmente domesticados se encuentran los gatos y los perros.

## Definiciones

### Domesticación
La domesticación se ha definido como una relación mutua multigeneracional y mutualista en la que un organismo ejerce un grado significativo de influencia sobre la reproducción y el cuidado de otro organismo para asegurar un suministro más predecible de un recurso de interés y a través de la cual el organismo asociado gana ventajas sobre los individuos que permanecen fuera de esta relación, beneficiando y a menudo aumentando la aptitud de ambos, el domesticador y el domesticado. Esta definición reconoce los componentes biológicos y culturales del proceso de domesticación y sus efectos tanto en los humanos como en los animales y plantas domesticados. Todas las definiciones previas de domesticación han incluido una relación entre humanos, plantas y animales, pero difieren en quién se consideraba el socio principal; la nueva definición reconoce una relación mutualista en la que ambos socios obtienen beneficios. La domesticación ha incrementado enormemente la producción reproductiva de cultivos, ganado y mascotas, superando con creces la de sus progenitores silvestres. Los domesticados han proporcionado a los humanos recursos que podían controlar, mover y redistribuir de manera más predecible y segura, lo que ha impulsado una explosión demográfica de los agropastoriles y su expansión por todo el planeta.

### Síndrome de domesticación

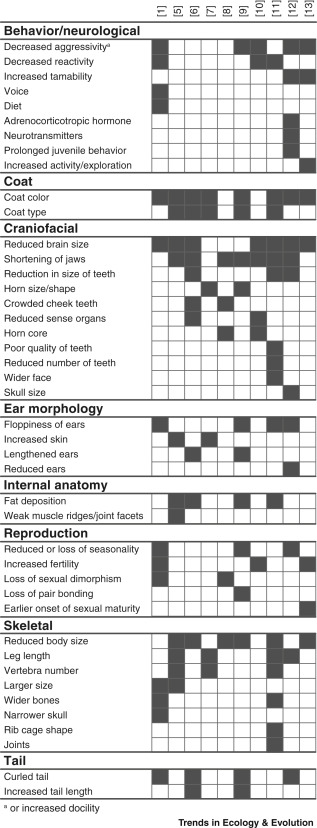
Rasgos utilizados para definir el síndrome de domesticación en animales

El síndrome de domesticación describe el conjunto de rasgos fenotípicos que surgen durante la domesticación y que diferencian a los cultivos y animales de sus antecesores silvestres. En animales, incluye mayor docilidad y amansamiento, cambios en el color del pelaje, reducción en el tamaño de los dientes, alteraciones en la morfología craneofacial, cambios en la forma de orejas y cola (por ejemplo, orejas caídas), ciclos de celo más frecuentes y no estacionales, alteraciones en los niveles de hormona adrenocorticotrópica, cambios en las concentraciones de varios neurotransmisores, prolongación del comportamiento juvenil y reducciones en el tamaño total del cerebro y de regiones cerebrales específicas. El conjunto de rasgos que define el síndrome de domesticación en animales no es consistente.

### Diferencia con el amansamiento
La domesticación no debe confundirse con el amansamiento, ya que ésta es una modificación conductual condicionada de un animal nacido en estado salvaje, cuando su evitación natural de los humanos se reduce y acepta su presencia, pero la domesticación es la modificación genética permanente de una línea de cría que lleva a una predisposición heredada hacia los humanos. La selección humana incluyó el amansamiento, pero sin una respuesta evolutiva adecuada, no se logró la domesticación. Los animales domésticos no necesitan ser dóciles en el sentido conductual, como el toro de lidia español. Los animales silvestres pueden ser amansados, como un guepardo criado a mano. La cría de un animal doméstico es controlada por humanos y su docilidad y tolerancia hacia los humanos están determinadas genéticamente, sin embargo, un animal criado en cautiverio no es necesariamente domesticado. Tigres, gorilas y osos polares se reproducen fácilmente en cautiverio, pero no están domesticados. Los elefantes asiáticos son animales silvestres que, con amansamiento, muestran signos externos de domesticación, pero su cría no está controlada por humanos y por lo tanto, no son verdaderos domesticados.

## Historia, causas y cronología

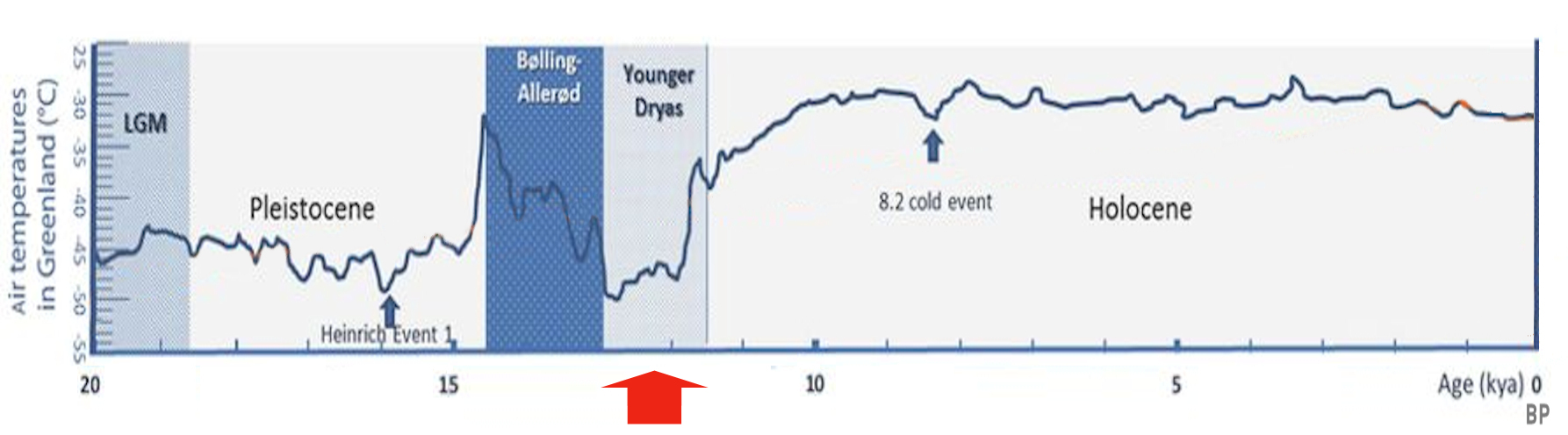
Evolución de las temperaturas en el período postglacial, después del Último Máximo Glacial, mostrando temperaturas muy bajas durante la mayor parte del Dryas Reciente, con un rápido aumento posterior hasta alcanzar el nivel del cálido Holoceno, según núcleos de hielo de Groenlandia.

La domesticación de animales y plantas fue desencadenada por los cambios climáticos y ambientales que ocurrieron tras el pico del Último Máximo Glacial hace unos 21 000 años y que continúan hasta la actualidad, estos cambios dificultaron la obtención de alimentos. El primer animal domesticado fue el perro doméstico (Canis lupus familiaris) a partir de un antecesor lobo (Canis lupus), hace al menos 15 000 años. El Dryas Reciente, ocurrido hace 12 900 años, fue un período de frío intenso y aridez que presionó a los humanos a intensificar sus estrategias de recolección. Al inicio del Holoceno, hace 11 700 años, las condiciones climáticas favorables y el aumento de las poblaciones humanas llevaron a la domesticación a pequeña escala de animales y plantas, lo que permitió a los humanos complementar los alimentos obtenidos mediante la caza y recolección.
El uso intensificado de la agricultura y la continua domesticación de especies durante la transición neolítica marcaron el inicio de un cambio rápido en la evolución, ecología y demografía de humanos y numerosas especies de animales y plantas. Las áreas con agricultura creciente experimentaron urbanización, desarrollando poblaciones de mayor densidad y economías expandidas, convirtiéndose en centros de domesticación de ganado y cultivos.  Estas sociedades agrícolas surgieron en Eurasia, el norte de África y América del Sur y Central.
En el Creciente Fértil hace 10 000 - 11 000 años, la zooarqueología indica que cabras, cerdos, ovejas y ganado taurino fueron los primeros animales de ganado en ser domesticados. Arqueólogos en Chipre encontraron un sitio funerario de aproximadamente 9 500 años que contenía un humano adulto con un esqueleto felino. Dos mil años después, el ganado cebú jorobado fue domesticado en lo que hoy es Baluchistán, Pakistán. En Asia Oriental hace 8 000 años, los cerdos fueron domesticados a partir de jabalíes genéticamente diferentes a los del Creciente Fértil. El caballo fue domesticado en la estepa de Asia Central hace 5 500 años. El pollo fue domesticado en el sudeste asiático hace 4 000 años.

## Características universales
La biomasa de vertebrados silvestres está disminuyendo en comparación con la biomasa de animales domésticos, siendo la biomasa calculada del ganado vacuno doméstico mayor que la de todos los mamíferos silvestres combinados. Dado que la evolución de los animales domésticos es un proceso continuo, la domesticación tiene un inicio pero no un fin. Se han establecido diversos criterios para definir a los animales domésticos, pero todas las decisiones sobre cuándo un animal puede considerarse "domesticado" en el sentido zoológico son arbitrarias, aunque potencialmente útiles. La domesticación es un proceso fluido y no lineal que puede comenzar, detenerse, revertirse o tomar caminos inesperados sin un umbral claro o universal que separe lo silvestre de lo doméstico. Sin embargo, todos los animales domesticados comparten características universales.

### Preadaptación conductual
Algunas especies animales y ciertos individuos dentro de esas especies, son mejores candidatos para la domesticación debido a características conductuales específicas, como lo son el tamaño y organización de su estructura social; la disponibilidad y grado de selectividad en la elección de pareja; facilidad y rapidez con la que los progenitores se vinculan con sus crías, la madurez y movilidad de las crías al nacer; el grado de flexibilidad en la dieta y tolerancia al hábitat y las respuestas a los humanos y nuevos entornos, incluyendo respuestas de huida y reactividad a estímulos externos. La reducción de la cautela hacia los humanos y una baja reactividad a estímulos externos son una preadaptación clave para la domesticación y estos comportamientos son el objetivo principal de las presiones selectivas experimentadas por el animal en proceso de domesticación. Esto implica que no todos los animales pueden ser domesticados, como un miembro silvestre de la familia de los équidos, la cebra.
Jared Diamond en su libro Guns, Germs, and Steel investigó por qué, entre los 148 grandes mamíferos herbívoros terrestres del mundo, solo 14 fueron domesticados, y propuso que sus antecesores silvestres debían poseer seis características antes de ser considerados para la domesticación:

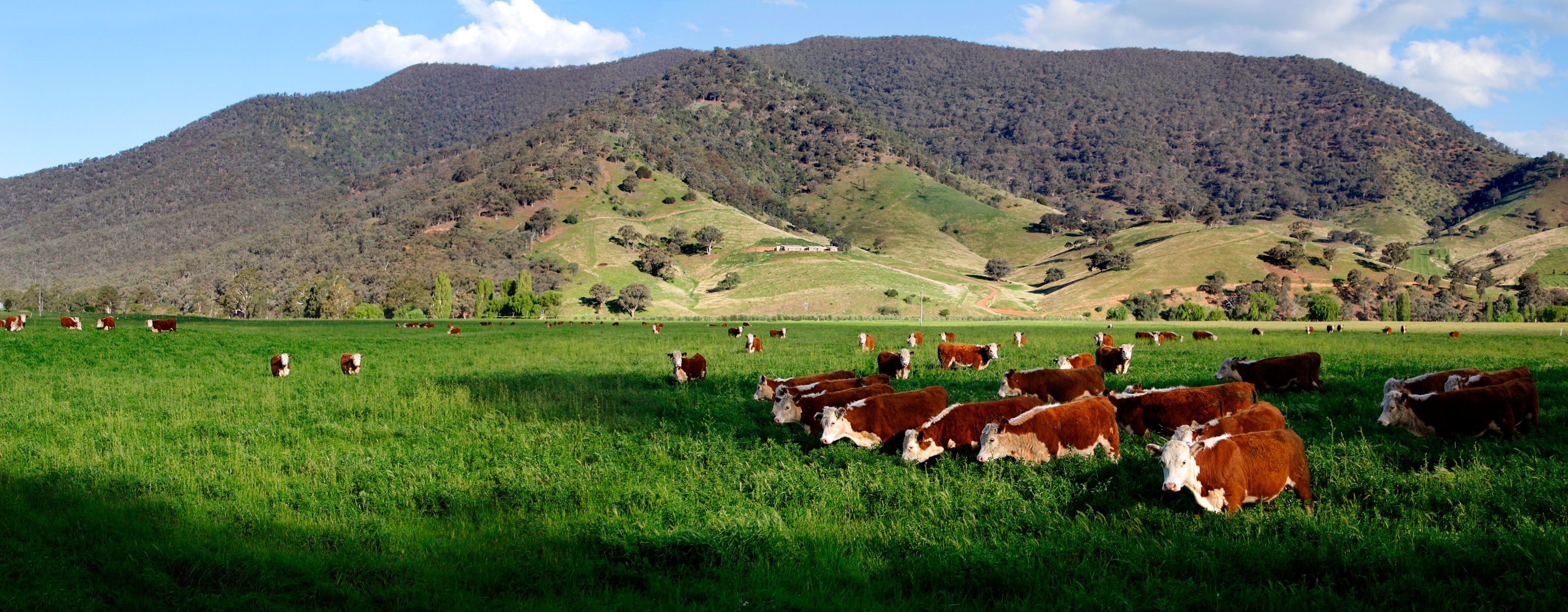
Ganado Hereford, domesticado para la producción de carne.

- Dieta eficiente: Animales que procesan eficientemente lo que comen y viven de plantas son menos costosos de mantener en cautiverio. Los carnívoros se alimentan de carne, lo que requeriría que los domesticadores críen animales adicionales para alimentarlos, aumentando el consumo de plantas.
- Crecimiento rápido: Una tasa de madurez rápida en comparación con la vida humana permite la intervención en la cría y hace que el animal sea útil en un tiempo aceptable. Algunos animales grandes requieren muchos años para alcanzar un tamaño útil.
- Capacidad de reproducirse en cautiverio: Los animales que no se reproducen en cautiverio están limitados a la captura en la naturaleza.
- Disposición agradable: Los animales con temperamentos agresivos son peligrosos para mantener cerca de los humanos.
- Tendencia a no entrar en pánico: Algunas especies son nerviosas, rápidas y propensas a huir cuando perciben una amenaza.
- Estructura social: Todas las especies de mamíferos grandes domesticados tenían antecesores silvestres que vivían en manadas con una jerarquía de dominancia entre los miembros y las manadas tenían territorios superpuestos en lugar de exclusivos. Esto permite a los humanos tomar el control de la jerarquía de dominancia.

### Tamaño y función cerebral

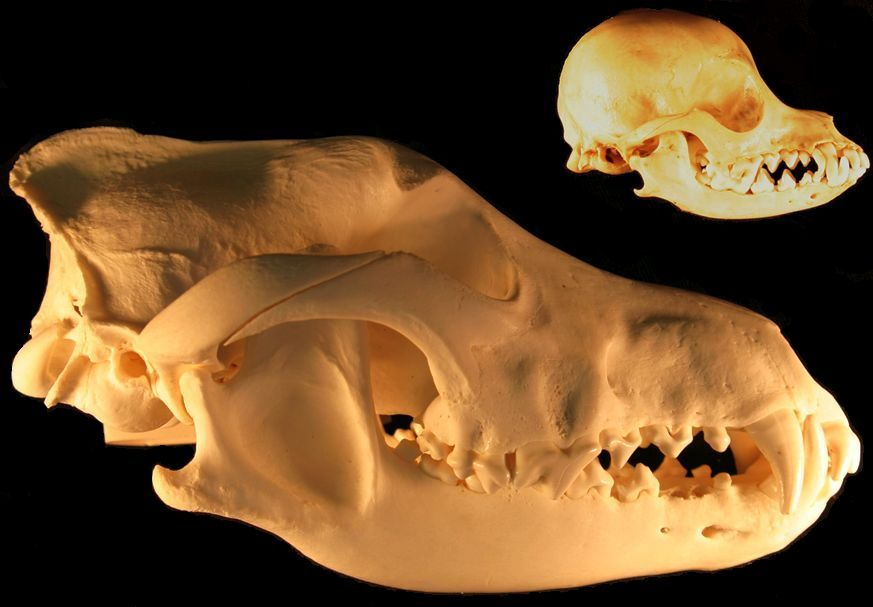
Reducción en el tamaño del cráneo con neotenia (cráneos de lobo gris y chihuahua).

La selección sostenida para una menor reactividad en mamíferos domesticados ha resultado en cambios profundos en la forma y función cerebral, cuanto mayor es el tamaño inicial del cerebro y mayor su grado de plegamiento, mayor es la reducción del tamaño cerebral bajo domesticación. Los zorros seleccionados por docilidad durante 40 años experimentaron una reducción significativa en la altura y anchura craneal y por inferencia en el tamaño cerebral, lo que apoya la hipótesis de que la reducción del tamaño cerebral es una respuesta temprana a la presión selectiva por docilidad y menor reactividad, una característica universal de la domesticación animal. La porción más afectada del cerebro en mamíferos domésticos es el sistema límbico, que en perros, cerdos y ovejas muestra una reducción del 40% en comparación con sus especies silvestres. Esta parte del cerebro regula la función endocrina que influye en comportamientos como la agresión, la cautela y las respuestas al estrés inducido por el entorno, todos atributos afectados dramáticamente por la domesticación.

### Pleiotropía
Una causa propuesta para los amplios cambios observados en el síndrome de domesticación es la pleiotropía, que ocurre cuando un gen influye en dos o más rasgos fenotípicos aparentemente no relacionados. Ciertos cambios fisiológicos caracterizan a los animales domésticos de muchas especies, incluyendo marcas blancas extensas (especialmente en la cabeza), orejas caídas y colas rizadas, estos surgen incluso cuando la docilidad es el único rasgo bajo presión selectiva. Los genes involucrados en la docilidad son en gran parte desconocidos, por lo que no se sabe cómo o en qué medida la pleiotropía contribuye al síndrome de domesticación. La docilidad puede ser causada por la regulación baja de las respuestas al miedo y al estrés a través de la reducción de las glándulas suprarrenales. Basado en esto, las hipótesis de pleiotropía se dividen en dos teorías, la Hipótesis de la Cresta Neural que relaciona la función de las glándulas suprarrenales con déficits en las células de la cresta neural durante el desarrollo y la Hipótesis de la Red Reguladora Genética Única que sostiene que los cambios genéticos en reguladores ascendentes afectan sistemas descendentes.
Las células de la cresta neural (CCN) son células madre embrionarias de vertebrados que funcionan directa e indirectamente durante la embriogénesis temprana para producir muchos tipos de tejidos. Dado que los rasgos comúnmente afectados por el síndrome de domesticación derivan de las CCN en el desarrollo, la hipótesis de la cresta neural sugiere que los déficits en estas células causan el dominio de fenotipos observados en el síndrome de domesticación. Estos déficits podrían causar cambios en muchos mamíferos domésticos, como las orejas caídas, observadas en conejos, perros, zorros, cerdos, ovejas, cabras, vacas y asnos; y colas rizadas en cerdos, zorros y perros. Aunque no afectan directamente al desarrollo de la corteza suprarrenal, las células de la cresta neural pueden estar implicadas en interacciones embriológicas previas relevantes. Además, la selección artificial dirigida a la docilidad puede afectar genes que controlan la concentración o movimiento de las CCN en el embrión, llevando a una variedad de fenotipos.
La hipótesis de la red reguladora genética única propone que el síndrome de domesticación es el resultado de mutaciones en genes que regulan el patrón de expresión de más genes posteriores. Por ejemplo, el pelaje moteado puede ser causado por un enlace en las vías bioquímicas de las melaninas involucradas en el color del pelaje y neurotransmisores como la dopamina que moldean el comportamiento y la cognición; estos rasgos vinculados pueden surgir de mutaciones en unos pocos genes reguladores clave. Un problema con esta hipótesis es que propone que hay mutaciones en redes génicas que causan efectos dramáticos no letales, sin embargo, no se conocen redes reguladoras genéticas que causen cambios tan dramáticos en tantos rasgos diferentes.

### Reversión limitada
Los mamíferos ferales, como perros, gatos, cabras, asnos, cerdos y hurones, que han vivido apartados de los humanos durante generaciones, no muestran signos de recuperar la masa cerebral de sus progenitores silvestres. Los dingos, que han vivido separados de los humanos durante miles de años, aún tienen el mismo tamaño cerebral que un perro doméstico. Los perros ferales que evitan activamente el contacto humano aún dependen de los desechos humanos para sobrevivir y no han revertido a los comportamientos autosuficientes de sus antecesores lobos.

## Categorías
La domesticación puede considerarse la fase final de intensificación en la relación entre subpoblaciones de animales o plantas y las sociedades humanas, pero se divide en varios grados de intensificación. Para los estudios de domesticación animal, los investigadores han propuesto cinco categorías distintas: silvestres, silvestres en cautiverio, domésticos, cruzados y ferales.
- Animales silvestres: Sujetos a selección natural, aunque no se puede excluir la acción de eventos demográficos pasados y la selección artificial inducida por la gestión de caza o la destrucción del hábitat.[57]

- Animales silvestres en cautiverio: Directamente afectados por una relajación de la selección natural asociada con la alimentación, reproducción, protección y confinamiento por humanos y una intensificación de la selección artificial a través de la selección pasiva de animales más aptos para el cautiverio.[57]

- Animales domésticos: Sujetos a una selección artificial intensificada a través de prácticas de cría con relajación de la selección natural asociada con el cautiverio y la gestión.[57]

- Animales cruzados: Híbridos genéticos de padres silvestres y domésticos. Pueden ser formas intermedias entre ambos padres, formas más similares a uno de los padres o formas únicas distintas de ambos. Los híbridos pueden criarse intencionadamente para características específicas o surgir de forma no intencionada como resultado del contacto con individuos silvestres.[57]
- Animales ferales: Domesticados que han vuelto a un estado silvestre. Como tales, experimentan una selección artificial relajada inducida por el entorno cautivo junto con una selección natural intensificada inducida por el hábitat silvestre.[57]

En 2015, un estudio comparó la diversidad en el tamaño, forma y alometría dental entre las categorías propuestas de cerdos modernos, del género Sus. El estudio mostró claras diferencias entre los fenotipos dentales de poblaciones silvestres, silvestres en cautiverio, domésticas e híbridas, apoyando las categorías propuestas con evidencia física. El estudio no cubrió poblaciones de cerdos ferales, pero llamó a realizar más investigaciones sobre ellos y sobre las diferencias genéticas con cerdos híbridos.

## Vías
Desde 2012, un modelo de etapas múltiples de domesticación animal ha sido aceptado por dos grupos. El primer grupo propuso que la domesticación animal procedió a lo largo de un continuo de etapas desde la antropofilia, comensalismo, control en la naturaleza, control de animales en cautiverio, cría extensiva, cría intensiva y finalmente a mascotas, en una relación entre humanos y animales que se intensifica lentamente y de forma gradual.
El segundo grupo propuso tres vías principales que la mayoría de los animales domesticados siguieron hacia la domesticación; los comensales, adaptados a un nicho humano, por ejemplo, los perros, gatos, aves, posiblemente cerdos; los animales de presa buscados por alimento, como lo son las ovejas, cabras, vacas, búfalos de agua, yaks, cerdos, renos, llamas y alpacas; y animales seleccionados para transporte y recursos no alimentarios, como los caballos, asnos, camellos. Los inicios de la domesticación animal involucraron un proceso de coevolución prolongado con múltiples etapas a lo largo de diferentes vías. Los humanos no intentaron domesticar animales desde, o al menos no envisionaron un animal domesticado resultante de, las vías comensal o de presa. En ambos casos, los humanos se entrelazaron con estas especies a medida que la relación entre ellos y el rol humano en su supervivencia y reproducción, se intensificaba. Aunque la vía dirigida procedió de la captura al amansamiento, las otras dos vías no son tan orientadas a objetivos y los registros arqueológicos sugieren que ocurren en marcos temporales mucho más largos.
Las vías que los animales pudieron haber seguido no son mutuamente excluyentes. Los cerdos, por ejemplo, podrían haber sido domesticados a medida que sus poblaciones se acostumbraban al nicho humano, lo que sugeriría una vía comensal o podrían haber sido cazados y seguido una vía de presa, o ambas.

### Comensal
La vía comensal fue recorrida por vertebrados que se alimentaban de desechos alrededor de hábitats humanos o por animales que cazaban otros animales atraídos a los campamentos humanos. Estos animales establecieron una relación comensal con los humanos en la que los animales se beneficiaban, pero los humanos no sufrían daño ni obtenían un beneficio significativo. Los animales más capaces de aprovechar los recursos asociados con los campamentos humanos eran los más dóciles, menos agresivos, con distancias de huida o lucha más cortas. Posteriormente, estos animales desarrollaron lazos sociales o económicos más cercanos con los humanos que llevaron a una relación doméstica. El salto de una población sinantrópica a una doméstica solo pudo ocurrir después de que los animales progresaran de la antropofilia a la habituación, al comensalismo y a la asociación, cuando la relación entre animal y humano sentó las bases para la domesticación, incluyendo el cautiverio y la cría controlada por humanos. Desde esta perspectiva, la domesticación animal es un proceso de coevolución en el que una población responde a la presión selectiva mientras se adapta a un nuevo nicho que incluye otra especie con comportamientos en evolución. Los animales de la vía comensal incluyen perros, gatos, aves y posiblemente cerdos.
La domesticación de animales comenzó hace más de 15 000 años antes de nuestra era (a. p.), empezando con el lobo gris (Canis lupus) por recolectores nómadas. No fue hasta hace 11 000 a. p. que las personas en el Cercano Oriente entraron en relaciones con poblaciones silvestres de uro, jabalí, ovejas y cabras. Entonces comenzó un proceso de domesticación. El lobo gris probablemente siguió la vía comensal hacia la domesticación. Cuándo, dónde y cuántas veces los lobos pudieron haber sido domesticados sigue siendo debatido porque se han encontrado pocos especímenes antiguos y tanto la arqueología como la genética continúan proporcionando evidencia contradictoria. Los restos de perro más aceptados y antiguos datan de 15 000 a. p. en el perro de Bonn-Oberkassel. Restos anteriores que datan de 30 000 a. p. han sido descritos como perro paleolíticos, pero su estatus como perros o lobos sigue siendo debatido. Estudios recientes indican que una divergencia genética ocurrió entre perros y lobos hace 20 000–40 000 a. p., sin embargo, este es el límite superior para la domesticación porque representa el tiempo de divergencia y no el tiempo de domesticación.
El pollo es una de las especies domesticadas más extendidas y una de las mayores fuentes de proteína del mundo humano. Aunque el pollo fue domesticado en el sudeste asiático, la evidencia arqueológica sugiere que no se mantuvo como una especie de ganado hasta el 400 a. C. en el Levante. Antes de esto, los pollos habían estado asociados con los humanos durante miles de años y se mantenían para peleas de gallos, rituales y zoológicos reales, por lo que no eran originalmente una especie de presa. El pollo no fue un alimento popular en Europa hasta hace solo mil años.

### Presa

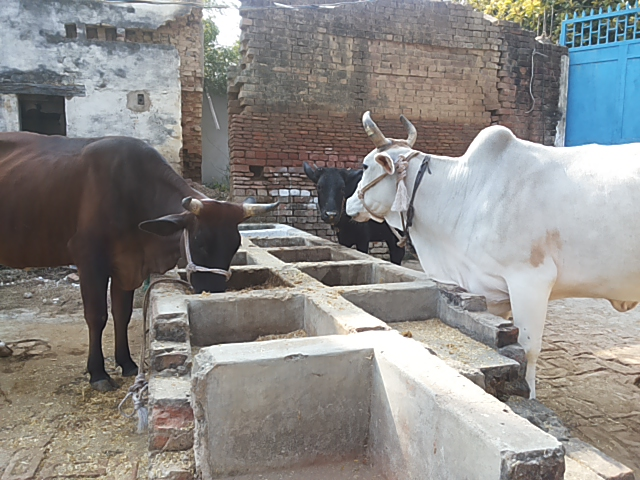
Ganado cebú sirviendo como vacas lecheras en India

La vía de presa fue el camino por el cual la mayoría de las principales especies de ganado entraron en la domesticación, ya que estas eran cazadas por los humanos por su carne. La domesticación probablemente se inició cuando los humanos comenzaron a experimentar con estrategias de caza diseñadas para aumentar la disponibilidad de estas presas, quizás como respuesta a la presión localizada sobre el suministro del animal. Con el tiempo y con las especies más receptivas, estas estrategias de gestión de caza se convirtieron en estrategias de gestión de rebaños que incluían el control multigeneracional sostenido sobre el movimiento, la alimentación y la reproducción de los animales. A medida que la interferencia humana en los ciclos de vida de los animales de presa se intensificaba, las presiones evolutivas para una menor agresión habrían llevado a la adquisición de los mismos rasgos del síndrome de domesticación encontrados en los domesticados comensales.
Los animales de la vía de presa incluyen ovejas, cabras, vacas, búfalos de agua, yaks, cerdos, renos, llamas y alpacas. Las condiciones adecuadas para la domesticación de algunos de ellos parecen haber estado presentes en el centro y este del Creciente Fértil al final del Dryas Reciente y el comienzo del Holoceno temprano hace unos 11 700 a. p. y para 10 000 a. p. las personas mataban preferentemente machos jóvenes de varias especies y permitían que las hembras vivieran para producir más crías. Mediante la medición del tamaño, las proporciones de sexo y los perfiles de mortalidad de especímenes zooarqueológicos, los arqueólogos han documentado cambios en las estrategias de gestión de ovejas, cabras, cerdos y vacas cazadas en el Creciente Fértil comenzando hace 11 700 a. p. . Un reciente estudio demográfico y métrico de restos de vacas y cerdos en Sha’ar Hagolan (Israel) demostró que ambas especies fueron severamente sobreexplotadas antes de la domesticación, sugiriendo que la explotación intensiva llevó a estrategias de gestión adoptadas en toda la región que finalmente condujeron a la domesticación de estas poblaciones siguiendo la vía de presa. Este patrón de sobreexplotación antes de la domesticación sugiere que la vía de presa fue tan accidental e intencional como la vía comensal.

### Dirigida

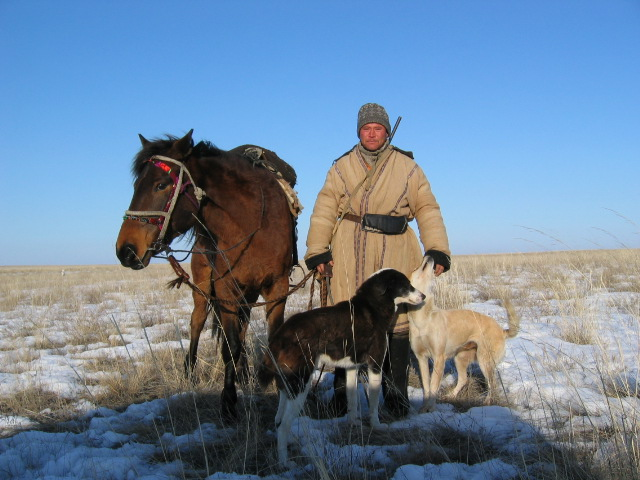
Pastor kazajo con caballo y perros. Su trabajo es proteger a las ovejas de los depredadores.

La vía dirigida fue un proceso más deliberado e intencionado iniciado por los humanos con el objetivo de domesticar un animal de vida libre. Probablemente solo entró en existencia una vez que las personas estaban familiarizadas con animales domesticados comensales o de presa. Estos animales probablemente no poseían muchas de las preadaptaciones conductuales que algunas especies muestran antes de la domesticación. Por lo tanto, la domesticación de estos animales requiere un esfuerzo más deliberado por parte de los humanos para sortear comportamientos que no facilitan la domesticación, con una mayor asistencia tecnológica necesaria.
Los humanos ya dependían de plantas y animales domésticos cuando imaginaron versiones domésticas de animales silvestres. Aunque los caballos, asnos y camellos del Viejo Mundo a veces eran cazados como especies de presa, cada uno fue deliberadamente introducido en el nicho humano para fuentes de transporte. La domesticación seguía siendo una adaptación multigeneracional a las presiones de selección humana, incluyendo la docilidad, pero sin una respuesta evolutiva adecuada, no se lograba la domesticación. Por ejemplo, a pesar de que los cazadores del Epipaleolítico del Cercano Oriente evitaban sacrificar hembras reproductivas de gacela para promover el equilibrio poblacional, ni las gacelas o las cebras poseían los prerrequisitos necesarios y nunca fueron domesticadas. No hay evidencia clara de la domesticación de ningún animal de presa pastoreado en África, con la notable excepción del asno, que fue domesticado en el noreste de África en algún momento del cuarto milenio a. C.

## Flujo genético post-domesticación
A medida que las sociedades agrícolas migraban desde los centros de domesticación llevando consigo a sus socios domésticos, encontraron poblaciones de animales silvestres de la misma especie o especies hermanas. Dado que los domésticos a menudo compartían un antecesor común reciente con las poblaciones silvestres, eran capaces de producir descendencia fértil. Las poblaciones domésticas eran pequeñas en comparación con las poblaciones silvestres circundantes y las hibridaciones repetidas entre ambas finalmente llevaron a que la población doméstica se volviera más divergente genéticamente de su población doméstica original.
Los avances en la tecnología de secuenciación de ADN permiten acceder y analizar el genoma nuclear en un marco de genética de poblaciones. La mayor resolución de las secuencias nucleares ha demostrado que el flujo genético es común, no solo entre poblaciones domésticas geográficamente diversas de la misma especie, sino también entre poblaciones domésticas y especies silvestres que nunca dieron lugar a una población doméstica.
- El rasgo de patas amarillas poseído por numerosas razas comerciales modernas de pollos fue adquirido mediante introgresión del gallina gris de la selva autóctona del sur de Asia.[7][68]
- El ganado africano es híbrido y posee tanto una señal mitocondrial materna europea ganado taurino como una firma del cromosoma Y paterno asiático ganado índico.[7][69]
- Numerosas otras especies de bóvidos, incluyendo bisontes, yaks, banteng y gaur, hibridan con facilidad.[7][70]
- Los gatos[7][71] y los caballos[7][72] han demostrado hibridar con muchas especies cercanamente relacionadas.

Los datos arqueológicos y genéticos sugieren que el flujo genético bidireccional a largo plazo entre poblaciones silvestres y domésticas fue común, incluyendo cánidos, asnos, caballos, camélidos del Nuevo y Viejo Mundo, cabras, ovejas y cerdos. El flujo genético bidireccional entre poblaciones domésticas y silvestres de renos continúa hoy.
La consecuencia de esta introgresión es que las poblaciones domésticas modernas a menudo pueden parecer tener una afinidad genómica mucho mayor con poblaciones silvestres que nunca estuvieron involucradas en el proceso de domesticación original. Por lo tanto, se propone que el término "domesticación" debe reservarse únicamente para el proceso inicial de domesticación de una población discreta en tiempo y espacio. La mezcla posterior entre poblaciones domésticas introducidas y poblaciones silvestres locales que nunca fueron domesticadas debe denominarse "captura introgresiva". Confundir estos dos procesos dificulta la comprensión del proceso original y puede llevar a una inflación artificial del número de veces que ocurrió la domesticación. Esta introgresión puede, en algunos casos, considerarse introgresión adaptativa, como se observa en las ovejas domésticas debido al flujo genético con el muflón europeo silvestre.
La mezcla sostenida entre poblaciones de perros y lobos en el Viejo y Nuevo Mundo durante al menos los últimos 10 000 años ha difuminado las firmas genéticas y ha complicado los esfuerzos de los investigadores para precisar los orígenes de los perros domésticos. Ninguna de las poblaciones modernas de lobos está relacionada con los lobos del Pleistoceno que fueron domesticados por primera vez y la extinción de los lobos que fueron los antecesores directos de los perros ha dificultado los esfuerzos para precisar el tiempo y lugar de la domesticación del perro.

## Selección positiva
Charles Darwin reconoció el pequeño número de rasgos que hacían a las especies domésticas diferentes de sus antecesores silvestres. También fue el primero en reconocer la diferencia entre la selección artificial consciente, en la que los humanos seleccionan directamente rasgos deseables y la selección inconsciente, donde los rasgos evolucionan como subproducto de la selección natural o de la selección de otros rasgos.
Los animales domésticos varían en el color del pelaje, morfología craneofacial, tamaño cerebral reducido, orejas caídas y cambios en el sistema endocrino y el ciclo reproductivo. El experimento del zorro plateado domesticado demostró que la selección por docilidad en unas pocas generaciones puede resultar en rasgos conductuales, morfológicos y fisiológicos modificados. El experimento demostró que los rasgos fenotípicos domésticos podían surgir a través de la selección por un rasgo conductual y que los rasgos conductuales domésticos podían surgir a través de la selección por un rasgo fenotípico. Además, proporcionó un mecanismo para el inicio del proceso de domesticación animal que no dependía de la previsión y acción humana deliberada. En la década de 1980, un investigador utilizó un conjunto de marcadores conductuales, cognitivos y fenotípicos visibles, como el color del pelaje, para producir ciervos dama domesticados en unas pocas generaciones. Resultados similares para la docilidad y el miedo se han encontrado para visones y codornices japonesas.

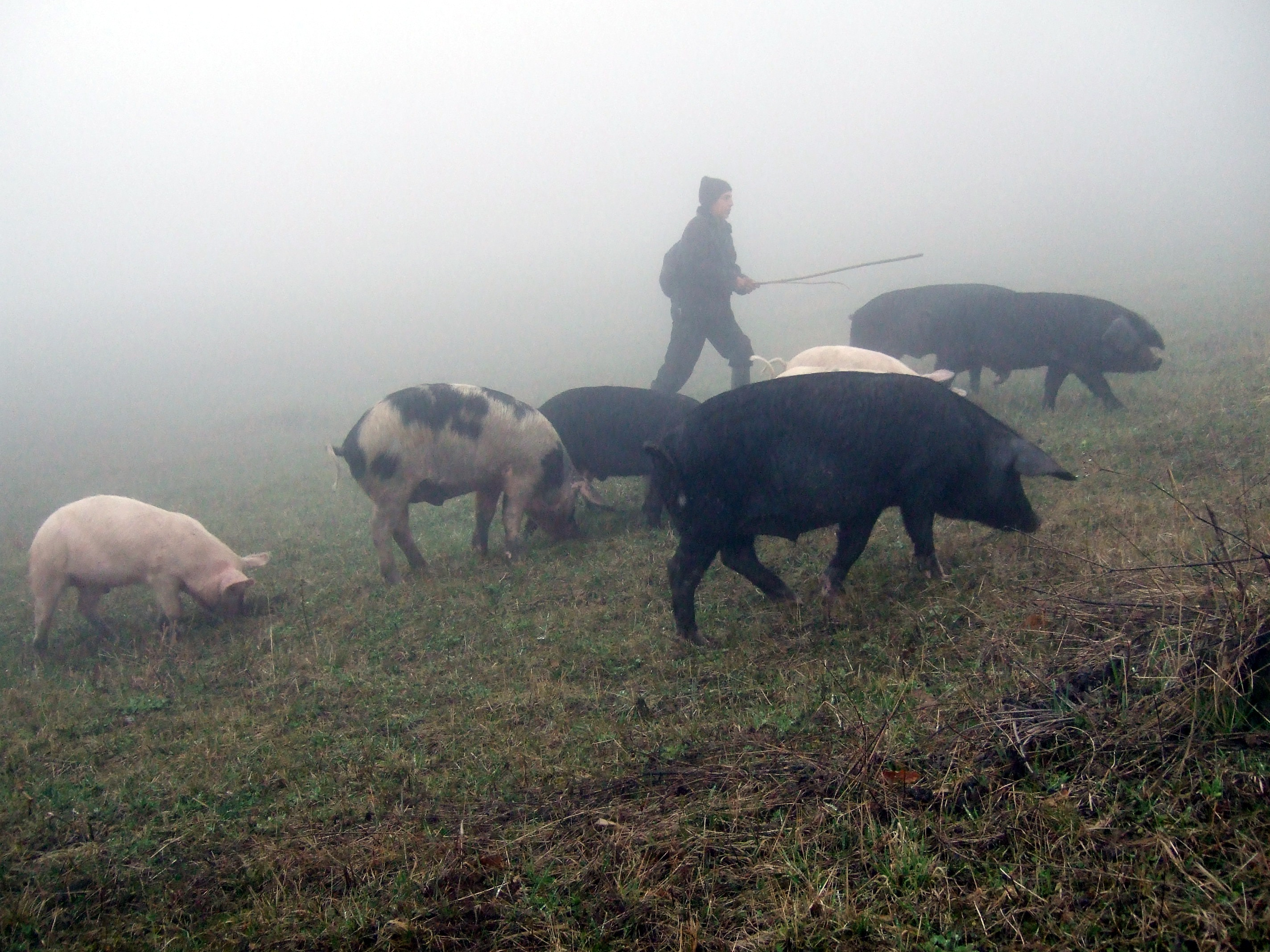
Pastoreo de cerdos en la niebla, Armenia. La selección humana por rasgos domésticos no se ve afectada por el flujo genético posterior de jabalíes.

La diferencia genética entre poblaciones domésticas y silvestres puede enmarcarse en dos consideraciones; la primera distingue entre rasgos de domesticación que se presume fueron esenciales en las primeras etapas de la domesticación y rasgos de mejora que han aparecido desde la divergencia entre poblaciones silvestres y domésticas. Los rasgos de domesticación están generalmente fijados en todos los domesticados y fueron seleccionados durante el episodio inicial de domesticación, mientras que los rasgos de mejora están presentes solo en una proporción de los domesticados, aunque pueden estar fijados en razas o poblaciones regionales individuales; una segunda cuestión es si los rasgos asociados con el síndrome de domesticación resultaron de una relajación de la selección cuando los animales salieron del entorno silvestre o de una selección positiva derivada de preferencias humanas intencionadas y no intencionadas. Algunos estudios genómicos recientes sobre la base genética de los rasgos asociados con el síndrome de domesticación han arrojado luz sobre ambas cuestiones.
Los genetistas han identificado más de 300 locus genéticos y 150 genes asociados con la variabilidad del color del pelaje. Conocer las mutaciones asociadas con diferentes colores ha permitido cierta correlación entre el momento de la aparición de colores de pelaje variables en caballos con el momento de su domesticación. Otros estudios han mostrado cómo la selección inducida por humanos es responsable de la variación alélica en cerdos. Juntos, estos conocimientos sugieren que, aunque la selección natural mantuvo la variación al mínimo antes de la domesticación, los humanos seleccionaron activamente colores de pelaje novedosos tan pronto como aparecieron en poblaciones manejadas.
En 2015, un estudio examinó más de 100 secuencias del genoma de cerdos para determinar su proceso de domesticación. Se asumió que el proceso de domesticación fue iniciado por humanos, involucró a pocos individuos y dependió del aislamiento reproductivo entre formas silvestres y domésticas, pero el estudio encontró que la suposición de aislamiento reproductivo con cuello de botella poblacional no estaba respaldada. El estudio indicó que los cerdos fueron domesticados por separado en Asia Occidental y China, con cerdos de Asia Occidental introducidos en Europa, donde se cruzaron con jabalíes. Un modelo que se ajustaba a los datos incluía mezcla con una población fantasma extinta de cerdos silvestres durante el Pleistoceno. El estudio también encontró que, a pesar del cruce con cerdos silvestres, los genomas de los cerdos domésticos tienen fuertes firmas de selección en locus genéticos que afectan el comportamiento y la morfología. La selección humana por rasgos domésticos probablemente contrarrestó el efecto homogeneizador del flujo genético de jabalíes y creó islas de domesticación en el genoma.
A diferencia de otras especies domésticas que fueron seleccionadas principalmente por rasgos relacionados con la producción, los perros fueron inicialmente seleccionados por sus comportamientos. En 2016, un estudio encontró que solo había 11 genes fijados que mostraban variación entre lobos y perros, estas variaciones genéticas eran poco probables de haber sido el resultado de la evolución natural e indican selección tanto en morfología como en comportamiento durante la domesticación del perro. Estos genes han demostrado afectar la vía de síntesis de catecolaminas, con la mayoría de los genes afectando la respuesta de lucha o huida (es decir, selección por docilidad) y el procesamiento emocional. Los perros generalmente muestran menos miedo y agresión en comparación con los lobos. Algunos de estos genes han sido asociados con la agresión en algunas razas de perros, indicando su importancia tanto en la domesticación inicial como posteriormente en la formación de razas.